# Valentin Voith
Valentin Voith (auch: Voigt; *  1487 oder 1488 in Chemnitz; † nach 1558 in Magdeburg) war ein deutscher Dichter von Dramen, Spruchgedichten und Meisterliedern.

## Leben
Voith ist 1507 als Student an der Universität Wittenberg nachgewiesen, 1541 als „Ziesemeister“, also als Steuereinnehmer, in Magdeburg. Der letzte bekannte Nachweis stammt aus dem Jahr 1558. In jenem Jahr schloss er seine große, kalligraphisch gestaltete Meisterliederhandschrift, die sich heute in der Universitätsbibliothek Jena befindet, ab. Er widmete sie Herzog Johann Friedrich II. von Sachsen und dessen beiden Brüdern Johann Wilhelm I. von Sachsen-Weimar und Johann Friedrich III.
Zudem betätigte er sich als Dramatiker, 1537 mit Esther und 1538 mit dem Spiel vom Menschen. Diese Dramen sind in die Reihe Magdeburger Schuldramen einzuordnen. Ferner verfasste er Spruchgedichte und legte 1550 unter dem Titel „Geistliche Ringeltänze“ eine Liedersammlung an.
Sein größtes Werk ist jedoch eine Meisterliedersammlung, deren Lieder er selbst von 1535 und 1558 dichtete und die eine stattliche Anzahl von 351 Liedern enthält. In ihnen beschäftigte er sich mit der Genealogie der Herzöge von Sachsen, interpretierte Verse aus der Genesis, behandelte kirchliche Feiertage und die Psalter. Von besonderer Bedeutung ist der Melodieteil der Handschrift, der insgesamt 73 Melodieaufzeichnungen von Meistertönen enthält. Es handelt sich dabei um die umfangreichste Sammlung von Meistersingermelodien des 16. Jahrhunderts. In der Vorrede des Buches erscheint eine umfangreiche Liste von Meistersingern, die aus den Quellen der Nürnberger Meistersinger Konrad Nachtigall und Hans Sachs stammen.
1924 identifizierte der damalige Direktor der Zwickauer Ratsschulbibliothek Otto Clemen Valentin Voith als den Autor eines kleinen, anonym erschienenen Dialogs mit dem Titel Ein Gesprech des Herren mit Sanct Peter von der jetzigen Welt Lauff, der 1559 zuerst erschien und danach mehrfach bis ins 17. Jahrhundert hinein wiederaufgelegt wurde (s. u. unter Weblinks). Aus dem Erscheinungsdatum kann aber nicht mit Sicherheit geschlossen werden, dass Voith zu dieser Zeit noch lebte.
Voith war verheiratet und hatte zwei Söhne, Johannes und Jakob, die 1542 bzw. 1546 in Wittenberg studierten und 1548 an der Pest starben.